# Хумай

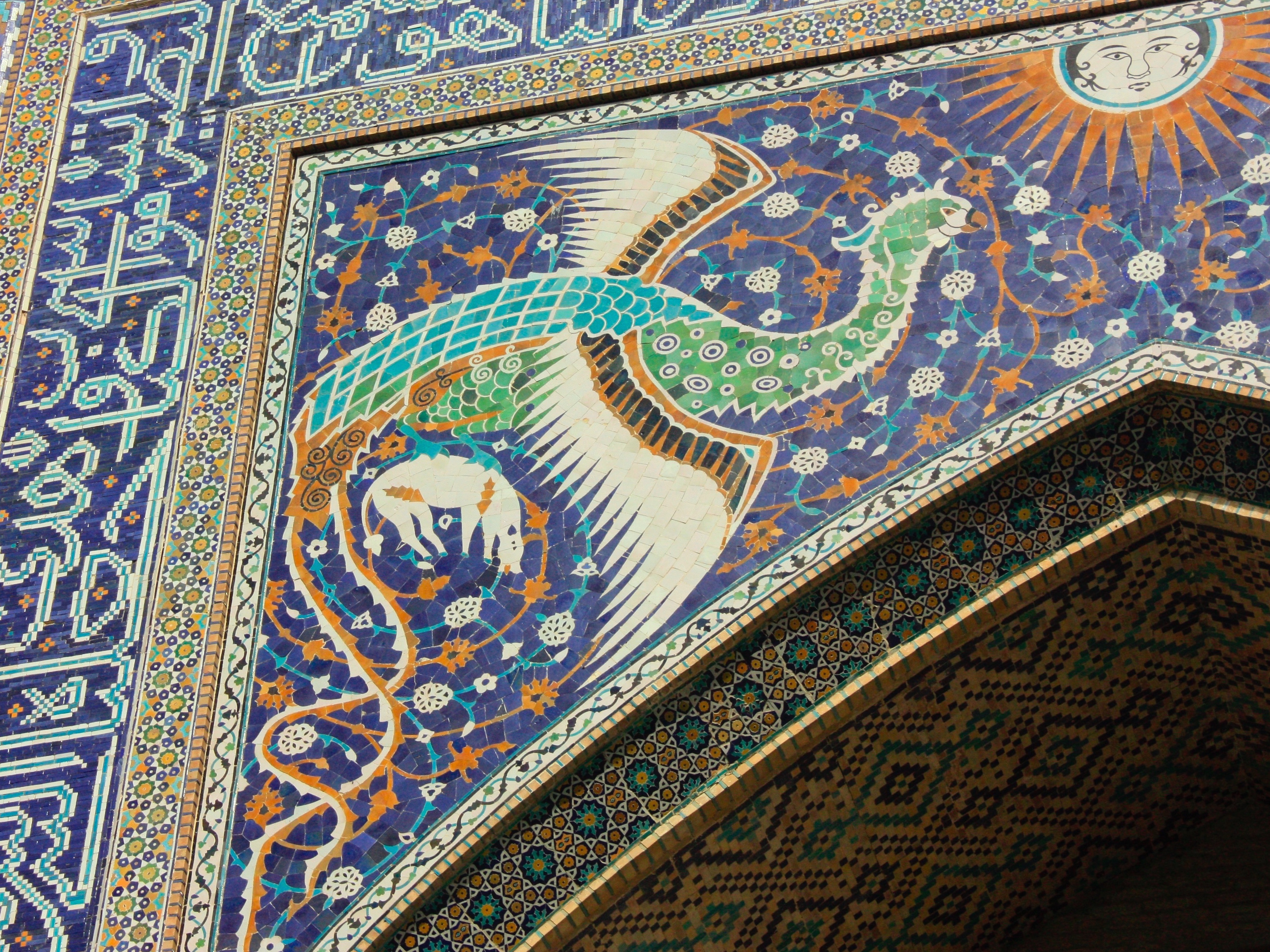
Мозаика с изображением мифической птицы Хума на портале медресе Нодир-Деван-Беги в Бухаре, Узбекистан

Птица Хума на гербе Узбекистана

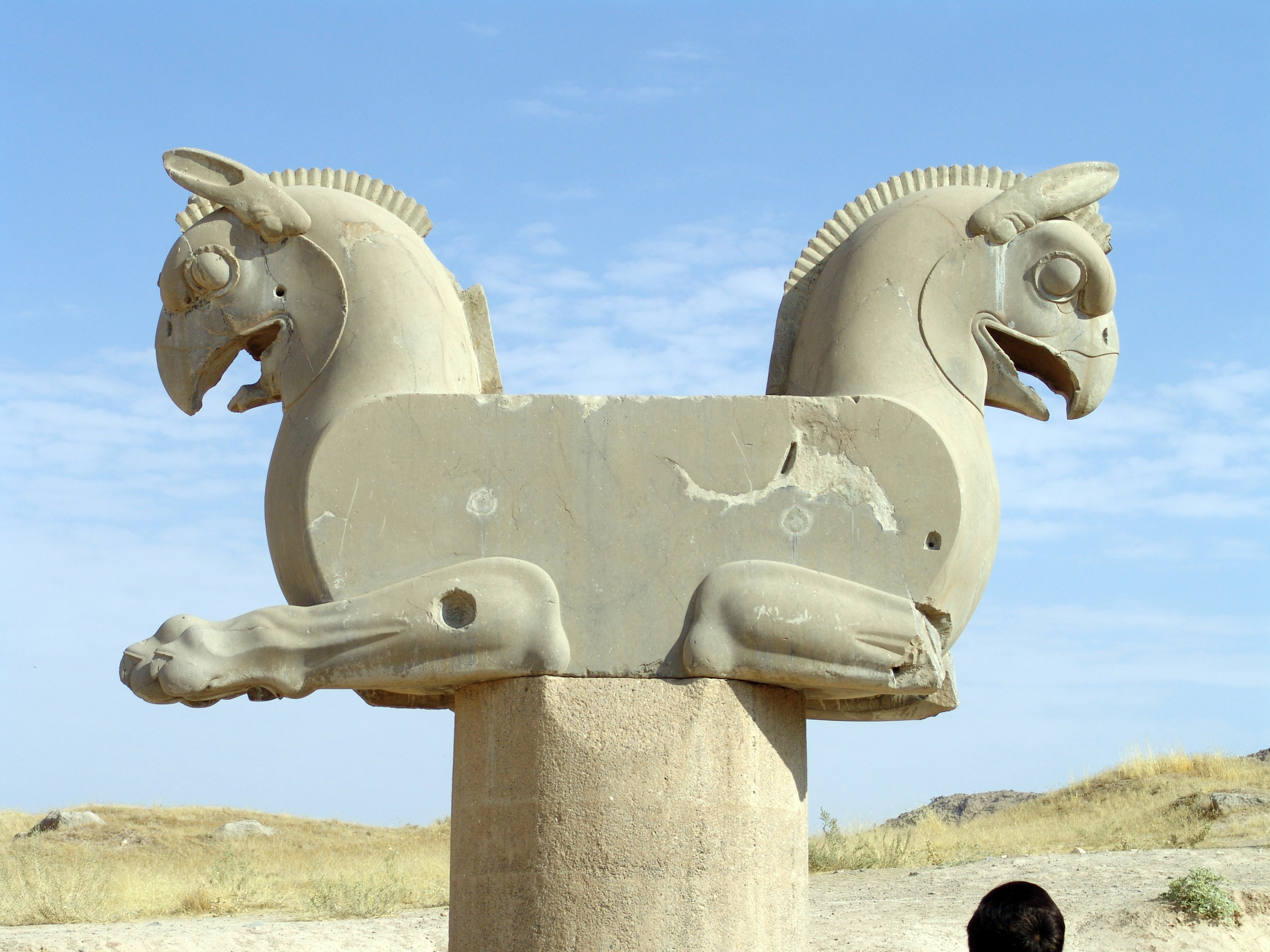
Грифоноподобная скульптура на капители, примерно 500 г. до н. э., Персеполь, Иран. Фигуры на этих колоннах обычно считаются изображениями птицы Хума.

Хумай, хумо, хума, хумайя (авест. homāio; перс. هما‎ homā, murg-i-humay’un-bal — «птица, предвещающая счастье») — мифическая птица в иранской и центральноазиатской мифологии, символ счастья, свободы и благословения. Образ птицы широко распространён в культуре народов Персии, Таджикистана и Узбекистана, где её часто ассоциируют с удачей, вдохновением и духовным возвышением. Согласно поверьям, прикосновение тени птицы приносит человеку счастье и высокое предназначение.

## Волшебная птица
Согласно иранским и арабским текстам, Хумай представлялась как волшебная птица-феникс, вещая птица. Считалось, что она делает царём человека, на которого бросает свою тень. Имя Хомаюн или Хумоюн/Хумаюн в персидском языке означает «счастливый, августейший».
В арабизированной мифологии Центральной Азии Хумай считалась птицей счастья, «хума солнца», «хума счастья». Существовало предание, что убивший птицу Хумай умрёт в течение сорока дней.
Согласно гипотезе С. М. Абрамзона сказочная птица Хумай генетически связана с образом Умай — древним женским божеством тюркских народов.
В башкирских эпосах «Урал-батыр» и «Акбузат» Хумай предстаёт как девушка-лебедь, дочь небожителей — царя птиц Самрау и небесной красавицы Солнце.